# Чу (десять держав)
Чу (спрощ.: 楚) — держава, що інсувала у Період п'яти династій і десяти держав з 907 до 951 року. Ця династія керувалася ванами з роду Ма. Була підкорена державою Південна Тан.

## Історія
Засновником держави Чу став військовий губернатор (цзєдуши) Ма Їнь. У 896 році він боровся проти іншого цзєдуши Ян Сінмі, що став у свою чергу засновником держави У. У 907 році після повалення династії Тан Ма Інь оголосив себе незалежним володарем — ваном Чу. Вона охоплювала території сучасних провінцій Хунань та частково Гуансі.
За правління Ма Іня новоутворена держава зуміла домогтися визнання своєї незалежності, були закладені основи економічного розвитку. Втім за наступників Ма Іня почалися придворні чвари за владу, що послабили могуть Чу. Цим у 951 році скористалася Південна Тан, яка вщент розбила чуську армію й поглинула цю державу, а останнього чуського вана Ма Січуна відправила до Нанкіна.

## Економіка
Миролюбна політика Чу, послаблення податкового тиску сприяло зростанню економіки, розвитку сільського господарства, ремісництва (особливо виробів металургії та бавовняної промисловості) та торгівлі. Найзначущими статями доходу був експорт шовку, чаю та коней. Вани Чу сприяли розбудові міст, посилилася урбанізація.
Щоб дорогоцінний метал не виходив з країни були запроваджені металеві гроші, зокрема із свинця.